# Ginnastica ai Giochi della XXX Olimpiade - Trave
La finale ad attrezzo alla trave ai Giochi della XXX Olimpiade si è svolta alla North Greenwich Arena di Londra, Inghilterra il 7 agosto 2012.

## Vincitrici
| Oro              | Argento     | Bronzo                        |
| Deng Linlin Cina | Sui Lu Cina | Alexandra Raisman Stati Uniti |

## Qualificazioni
| Pos. | Ginnasta           | Totale | Qual. |
| ---- | ------------------ | ------ | ----- |
| 1    | Sui Lu             | 15,400 | Q     |
| 2    | Viktorija Komova   | 15,266 | Q     |
| 3    | Gabrielle Douglas  | 15,266 | Q     |
| 4    | Deng Linlin        | 15,166 | Q     |
| 5    | Alexandra Raisman  | 15,100 | Q     |
| 6    | Kyla Ross          | 15,075 | —     |
| 7    | Ksenija Afanas'eva | 15,066 | Q     |
| 8    | Cătălina Ponor     | 15,033 | Q     |
| 9    | Anastasija Grišina | 14,900 | —     |
| 10   | Diana Bulimar      | 14,866 | Q     |
| 11   | Larisa Iordache    | 14,800 | —     |
| 12   | Alija Mustafina    | 14,700 | —     |
| 12   | Jordyn Wieber      | 14,700 | —     |
| 14   | Sandra Izbașa      | 14,600 | —     |
| 15   | Asuka Teramoto     | 14,466 | R1    |
| 16   | Vanessa Ferrari    | 14,433 | R2    |
| 17   | Carlotta Ferlito   | 14,425 | R3    |

## Classifica
| Rank    | Ginnasta           | D Score | E Score | Pen. | Total  |
| ------- | ------------------ | ------- | ------- | ---- | ------ |
| Oro     | Deng Linlin        | 6.600   | 9.000   |      | 15.600 |
| Argento | Sui Lu             | 6.500   | 9.000   |      | 15.500 |
| Bronzo  | Alexandra Raisman  | 6.300   | 8.766   |      | 15.066 |
| 4       | Cătălina Ponor     | 6.600   | 8.466   |      | 15.066 |
| 5       | Ksenija Afanas'eva | 5.800   | 8.783   |      | 14.583 |
| 6       | Larisa Iordache    | 6.400   | 7.800   |      | 14.200 |
| 7       | Gabrielle Douglas  | 6.000   | 7.633   |      | 13.633 |
| 8       | Viktorija Komova   | 6.200   | 6.966   |      | 13.166 |